# École centrale de Nantes
École centrale de Nantes – francuska politechnika zaliczana do grandes écoles.
Uczelnia została założona 1919 roku.